# 謝家駒
謝家駒（Tse Ka Kui，1948年9月10日－），出生於香港，籍貫東莞。出身商界，曾任職瑞安投資有限公司總經理, 於退休後致力發展香港社會企業和積極推動社會創業運動。謝家駒於2008年創辦了黑暗中對話（香港）有限公司，並於2012 年創辦仁人學社，投入培育新一代的社會創業者。2020 年 共益實驗室（港澳）正式成立，推廣共益企業致力實現以商為善，並由謝博士擔任聯席主席。同年8月，謝博士創立仁人行動，以協作平台方案與有志同行者分享內容、共享價值，普及社會創新的工具及方式，並帶動更多群眾參與，目的旨在降低社會創新的參與門檻。

## 早年
謝家駒於1974年畢業於香港中文大學，主修社會學及經濟學。後留學英國，獲曼徹斯特大學社會學博士，回港後再於香港大學進修工業工程學。其後加入香港南順集團，任人事部經理及工業工程部主管，1981年再度赴英國格蘭菲德管理學院(Cranfield School of Management（页面存档备份，存于）)修讀工商管理碩士課程。在學期間，以英文撰寫一本專書Marks & Spencer: Anatomy of Britain's Most Efficiently Managed Company（1985）， 該書後來翻譯成中文及俄文，分別在香港及莫斯科出版。 
謝家駒回港後加入瑞安集團，出任高層管理職位長達十年，曾任職瑞安投資有限公司總經理。離職後，謝家駒於1992年創辦了謝家駒管理顧問公司，為香港多間知名企業如中華電力、偉易達、大昌行，聯想集團等提供服務。

## 推動社會企業發展
謝家駒於2000年提早退休後，於紐西蘭認識了當地著名社會創業家海哲信（Vivien Hutchison），並受其啟發，其後回港隨即投入推動社會企業發展。
退休前，謝博士曾經擔任瑞安集團高級行政人員長達10年並於1992年創辦自己的管理諮詢公司-謝家駒管理顧問公司。退休後，謝家駒博士一直至力推動香港社會企業發展。謝博士是《社會創業者通訊》創刊編輯 ()，帶領此雙週刊於2007年推出電子刊，為香港社會企業給予積極的支持。
謝家駒於2007年9月成爲愛創家支持網路（Ashoka Support Network（页面存档备份，存于））香港首位成員，也是社會企業黑暗中對話的共同創辦人，於2008年把黑暗中對話引進香港和中國。謝家駒為黑暗中對話(香港)有限公司董事會始創主席。
2007年，正值政府舉辦首屆社企高峰會之際，謝家駒編寫及出版了全港第一本關於社會企業的專書，書名為《新愚公移山: 十個社企創業者的故事》, 所有例子都是在沒有政府資助創辦出來的。同年6月，他又開始編輯一份電子雙週刊Social Entrepreneurs Newsletter，每期三頁紙，以英文出版，深入淺出地介紹社會企業的基本知識、世界各地社會企業發展的現況及趨勢。
由2008年起，謝家駒一直擔任由民間團體策劃及舉辦的社企民間高峰會（页面存档备份，存于）籌備委員會的副主席，每年都為大會構思新項目。
2008年，謝家駒與其他熱心社會人士共同創辦了社會創業論壇（页面存档备份，存于），並被選為創會主席，一直到2011年，才由同為愛創家支持網路成員的退休人士張瑞霖繼任。2012年，謝家駒成立了教育機構仁人學社，推動社會創業教育。
謝家駒曾於香港大學專業進修學院及香港大學擔任蒹任講師。2014年, 謝家駒被委任為香港浸會大學商學院榮譽教授。
在 2014－16年，謝家駒擔任中華基督教女青年會義務業務及服務發展顧問。
在 2015－16 年，謝家駒擔任香港特別行政區傑出學生聯會的榮譽顧問。

## 黑暗中對話:香港體驗館
謝家駒與張瑞霖聯合創辦的黑暗中對話體驗館，標誌著香港社會企業發展的多方面突破。黑暗中對話由私人集資興辦，毋需倚賴政府資助，而且營運的第七個月開始便能做到收支平衡，第二年更開始有利潤。
該項目同時亦為香港的社會企業示範了一個嶄新的集資方式。黑暗中對話的20個股東於此社會企業成立時一共集資五百六十萬元，並都是股份投資，而不是捐款或貸款，有別於香港一般社會企業的情況。該公司亦規定每年均將利潤分作三份，其中不少於三分之一的利潤將重新投入企業內作為發展之用；三分之一捐給新成立的黑暗中對話基金會，用作支持視障及聽障人士完成他們的夢想及資助低收入人士享用黑暗中對話的收費活動；不多於三分之一用作為股息分給股東。 
黑暗中對話於第三年便開始分派股息，目前其基金會已有過百萬元的資金可供運用。黑暗中對話歷史雖短，但在第四年已經成為國際旅遊網站 TripAdvisor（页面存档备份，存于） 香港數百個景點的首位，深受外國遊客讚賞。

## 仁人學社
2012年，謝家駒與蔡美碧共同創辦仁人學社。此社會企業旨在培育新一代的社會創業者。仁人學社於創辦後兩年內，經已達到收支平衡。其旗艦項目為社會創業者培育計劃，乃全港首創，為期12至18個月，旨在通過啟發、培訓、輔導、支援及投資，來孕育社會創業者。

## 仁人行動
仁人行動為謝家駒博士新倡導的項目，於2020年8 月成立，希望匯聚各方思維、起動社會創新，同心合力解決社會問題。採用劃時代協作平台方案及運用新力量思維，與有志同行者分享內容、共享價值，普及社會創新的工具及方式，目的旨在降低社會創新的參與門檻。我們通過集合各方有志之士，再推而廣之感染更多同行者，並帶動更多群眾參與，繼而起動各個機構、團體、企業加入，達致持續及更具效益的社會創新行動。

## 獎項
2020年，謝博士 獲施瓦布社會企業家基金會 (Schwab Foundation) 選為「2020年度 社會創新前瞻思想家」。
2017年，獲國家地理雜誌推選為 香港社會創業運動先鋒。 
2007年，成爲全港首位獲選為愛創家支持網路成員。

## 現任公職
自2010年起，謝家駒被香港特區政府委任為社會企業諮詢委員會 的成員。
在2014-16年，谢家驹亦担任中华基督教女青年会义务业务及服务发展顾问。
自2015 年起，谢家驹被委任为团结香港基金会的顾问。

## 出版刊物
謝家駒活躍於社會企業相關的出版。他編輯了香港第一本有關社會企業的書籍《新愚公移山：十個社會企業創業者的故事》（2007年）以及第二本有關十位社會創業家的書籍《社會企業妙點子》（2008年）。他也是於2007年6月創刊的《社會企業雙週電子時事通訊》的創刊主編。另外，他統籌於2008年出版的Everyday Legends: Stories of 20 Great UK Social Entrepreneurs有關的翻譯工作。在2009年，他共同編寫了《公益創業: 青年創業與中年轉業的新選擇》。2013年，他與蔡美碧合著《社創群英》一書。
| 年份 | 出版刊物                                                                        |
| ---- | ------------------------------------------------------------------------------- |
| 2013 | 合著《社創群英》                                                                |
| 2009 | 共同編寫了《公益創業: 青年創業與中年轉業的新選擇》                              |
| 2008 | 統籌 Everyday Legends: Stories of 20 Great UK Social Entrepreneurs 出版         |
| 2008 | 著作出版 How You Could Change the World                                         |
| 2008 | 主編出版《社會企業妙點子》                                                      |
| 2007 | 《社會企業雙週電子時事通訊》創刊主編                                            |
| 2007 | 主編出版《新愚公移山 ─ 十個社會企業創業者的故事》                               |
| 2001 | 合著《公益創業 – 青年創業中年轉業的新選擇》                                     |
| 1990 | 著作出版《脫胎換骨- 流程創新與企業再造》                                        |
| 1987 | 著作出版《經營管理的典範 - 英國馬莎百貨集團經驗剖析》                           |
| 1985 | 著作出版 Marks & Spencer: Anatomy of Britain's Most Efficiently Managed Company |
| 1985 | 合著出版《品質圈 - 企業管理新挑戰》                                             |

## 外部連結
- 仁人學社（页面存档备份，存于）
- 黑暗中對話
- 社企民間高峰會（页面存档备份，存于）
- 社會創業論壇（页面存档备份，存于）
- 進優行動計劃 （页面存档备份，存于）